# Геймталі
Ге́ймталі (ест. Heimtali küla) — село в Естонії, у волості Вільянді повіту Вільяндімаа.

## Населення
Чисельність населення на 31 грудня 2011 року становила 202 особи.

## Історія
З 19 грудня 1991 до 5 листопада 2013 року село входило до складу волості Пярсті.

## Пам'ятки
- Миза Геймталі (Heimtali mõis):
  - Винокурня.[2]
  - Вітряк.
- Будівля колишньої волосної школи.[3]

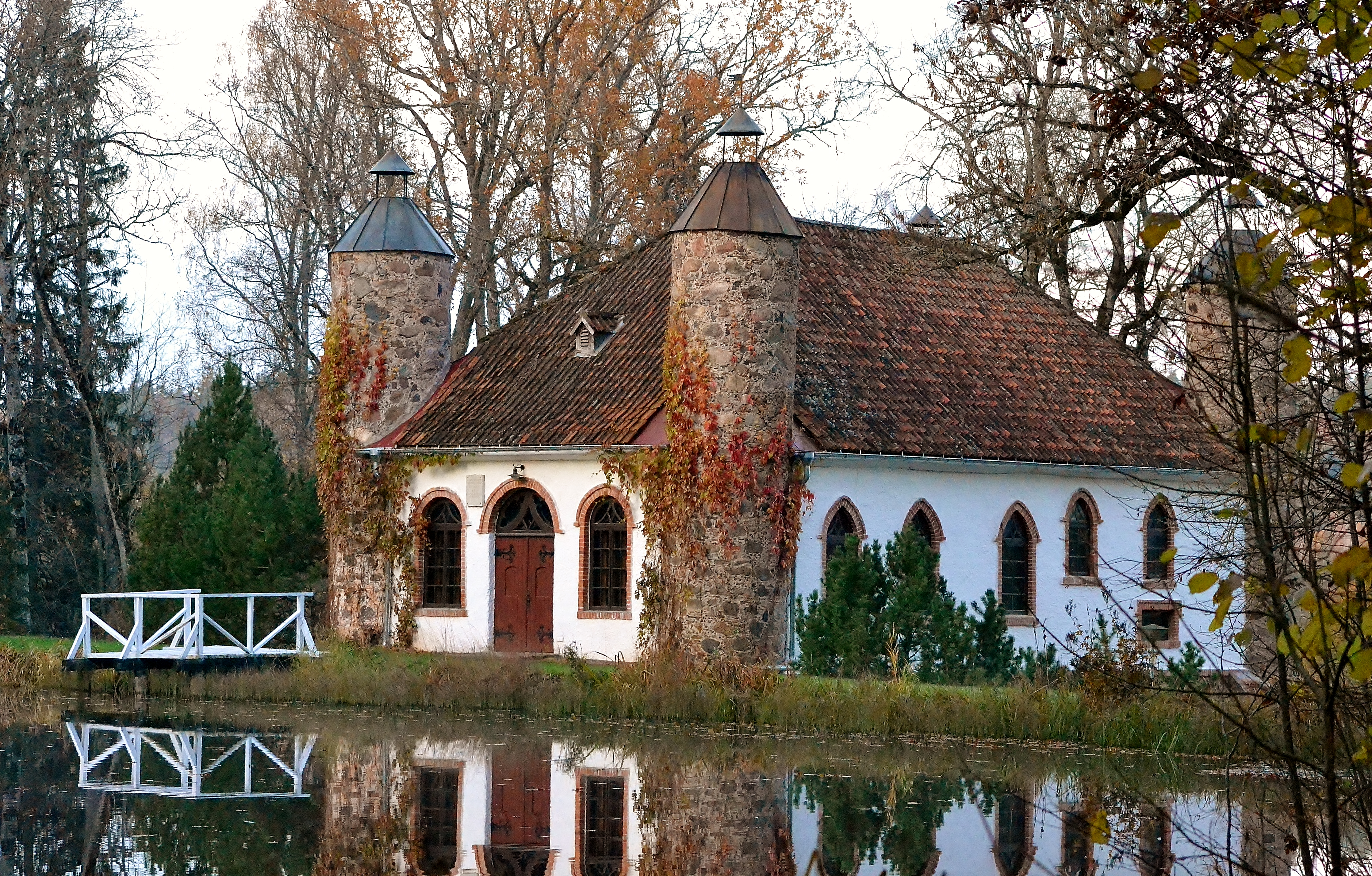
Винокурня
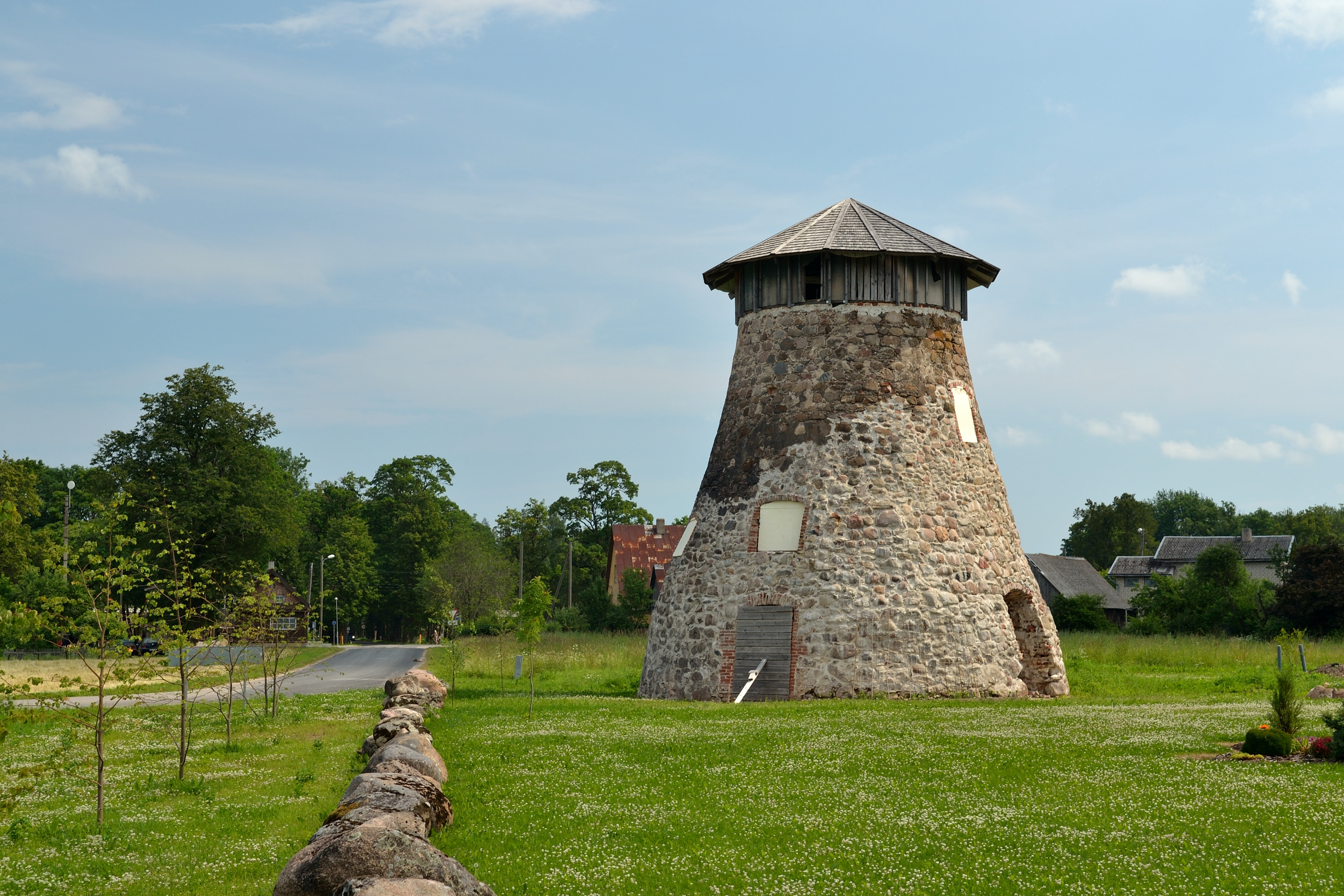
Залишки вітряка
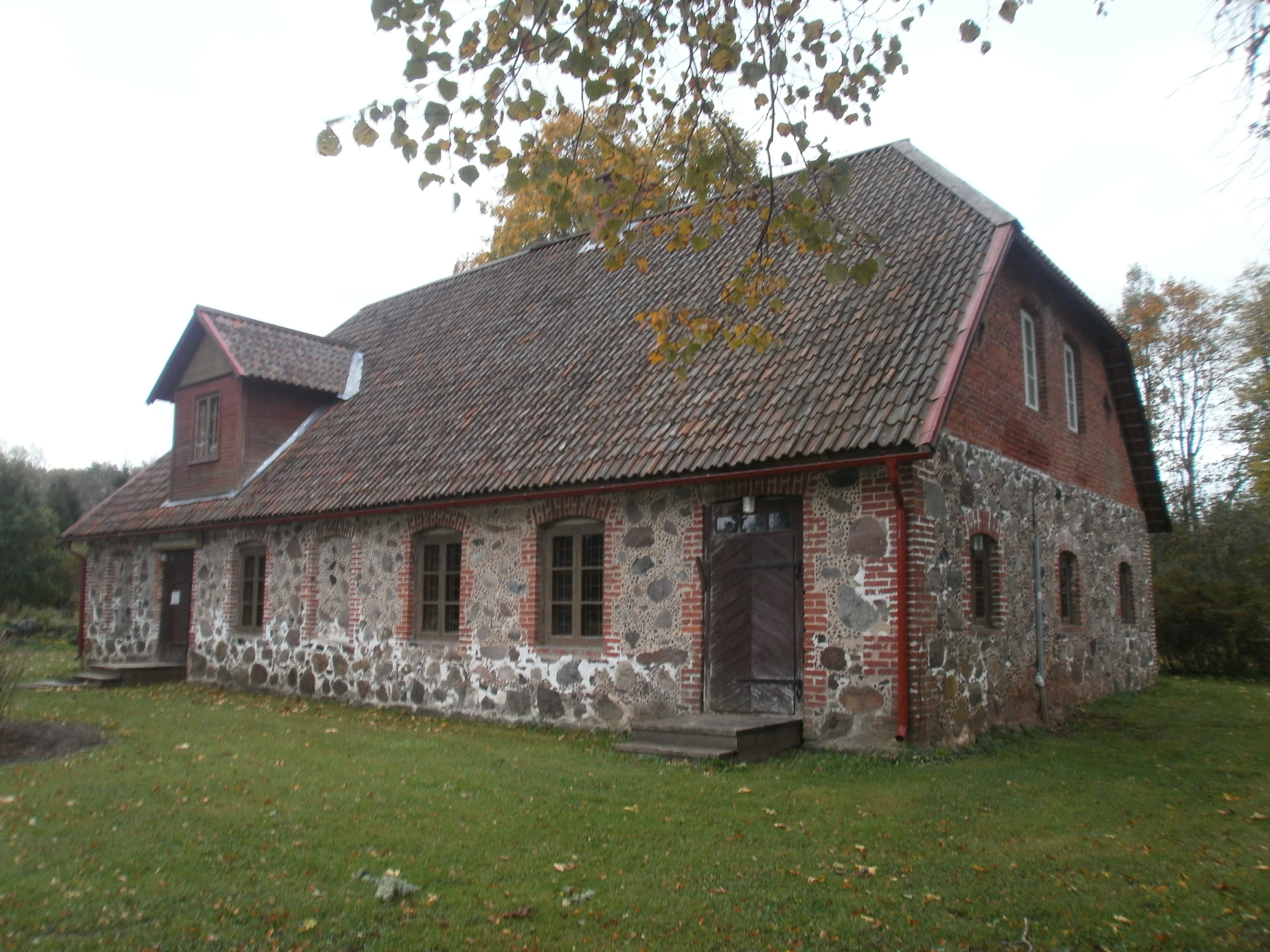
Будівля колишньої волосної школи